# Herpyllus gertschi
Herpyllus gertschi är en spindelart som beskrevs av Norman I. Platnick och Mohammad U. Shadab 1977. Herpyllus gertschi ingår i släktet Herpyllus och familjen plattbuksspindlar. Inga underarter finns listade i Catalogue of Life.